# Nakhy (grand prêtre de Ptah)
Pour les articles homonymes, voir Nakhy.
Nakhy est un prêtre de l'Égypte antique occupant la fonction de grand prêtre de Ptah, très probablement à la XIXe dynastie.
Nakhy n'est connu que par son sarcophage en granit qui se trouve aujourd'hui au musée de l'Ermitage à Saint-Pétersbourg (Inv. no. 768). Le sarcophage montre Nakhy sous forme de momie et est décoré d'images et de textes. Outre le titre de grand prêtre de Ptah, il porte également d'autres titres importants, tels que « membre de l'élite », « suzerain des deux pays », « bien-aimé du dieu » et « détenteur du secret du temple de Ptah ». Ses parents ne sont pas nommés sur le sarcophage. Nakhy n'est pas connu d'autres sources et est donc difficile à dater, mais le sarcophage date très probablement de la XIXe dynastie. Le grand prêtre de Ptah était l'un des plus importants responsables religieux du Nouvel Empire égyptien.
La lecture de son nom est contestée, certains dont l'égyptologue norvégien Jens Lieblein lisent le nom comme Nana, d'autres comme Nakhy.